# Принцеза и жабац (позоришна представа Иве Милошевић)
Принцеза и жабац је дјечија позоришна представа коју је режирала Ива Милошевић по наслову бајке браће Грим "Краљ жаба" или "Принц жабац", како је преведено на овим просторима, а која је премијерно изведена 2008. године у октобру мјесецу, тачније 7. октобра, у позоришту Бошко Буха из Београда.
Принцеза и жабац, је прича у којима животиње постају људи, грађена је на сталном контрапункту између лепог и ружног, емоције и нагона, али с друге стране и извештачености до које нас цивилизација води и природности животињског света на коју се све више заборавља. У потрази за очевом златном куглом, коју је изгубила у језеру, принцеза Мирела, главна женска улога овог комада коју тумачи Јелена Петровић, одводи гледаоце у подводни свет жабљег царства где све ове разлике доводе до изражаја.
Баш као и у класичној бајци о принцези и жаби, и у овом комаду жабац који је пронашао куглу да би је вратио тражи за узврат да га принцеза пољуби. Но, прави мелодрамски заплет почиње тек када она смогне снаге да то и учини и када се испостави да није довољно пољубити жапца да би постао принц-потребно га је и заволети. Као и свака бајка завршава се са сретним крајем.

## Улоге
| Глумац                                                                          | Улога                               |
| ------------------------------------------------------------------------------- | ----------------------------------- |
| Јелена Петровић (глумица)                                                       | Принцеза Мирела                     |
| Борка Томовић                                                                   | Принцеза Гертруда                   |
| Бојана Ординачев                                                                | Принцеза Анталија                   |
| Милош Влалукин                                                                  | Принц жабац                         |
| Зорица Јовановић                                                                | Дадиља Дада                         |
| Драгољуб Денда                                                                  | Краљ Сањар                          |
| Драга Ћирић Живановић                                                           | Краљица мајка                       |
| Владан Дујовић                                                                  | Краљ жаба/Зелени краљ               |
| Ивана Локнер                                                                    | Краљица жаба/Зелена краљица         |
| Нермин Ахметовић                                                                | Батлер на жабљем двору              |
| Ана Стојановић/Јелена Ангеловски, Каћа Тодовић, Иван Пантовић, Бранислав Јевтић | Рега, Реге бенд и четири младе жабе |